# Itzenplitz (Adelsgeschlecht)

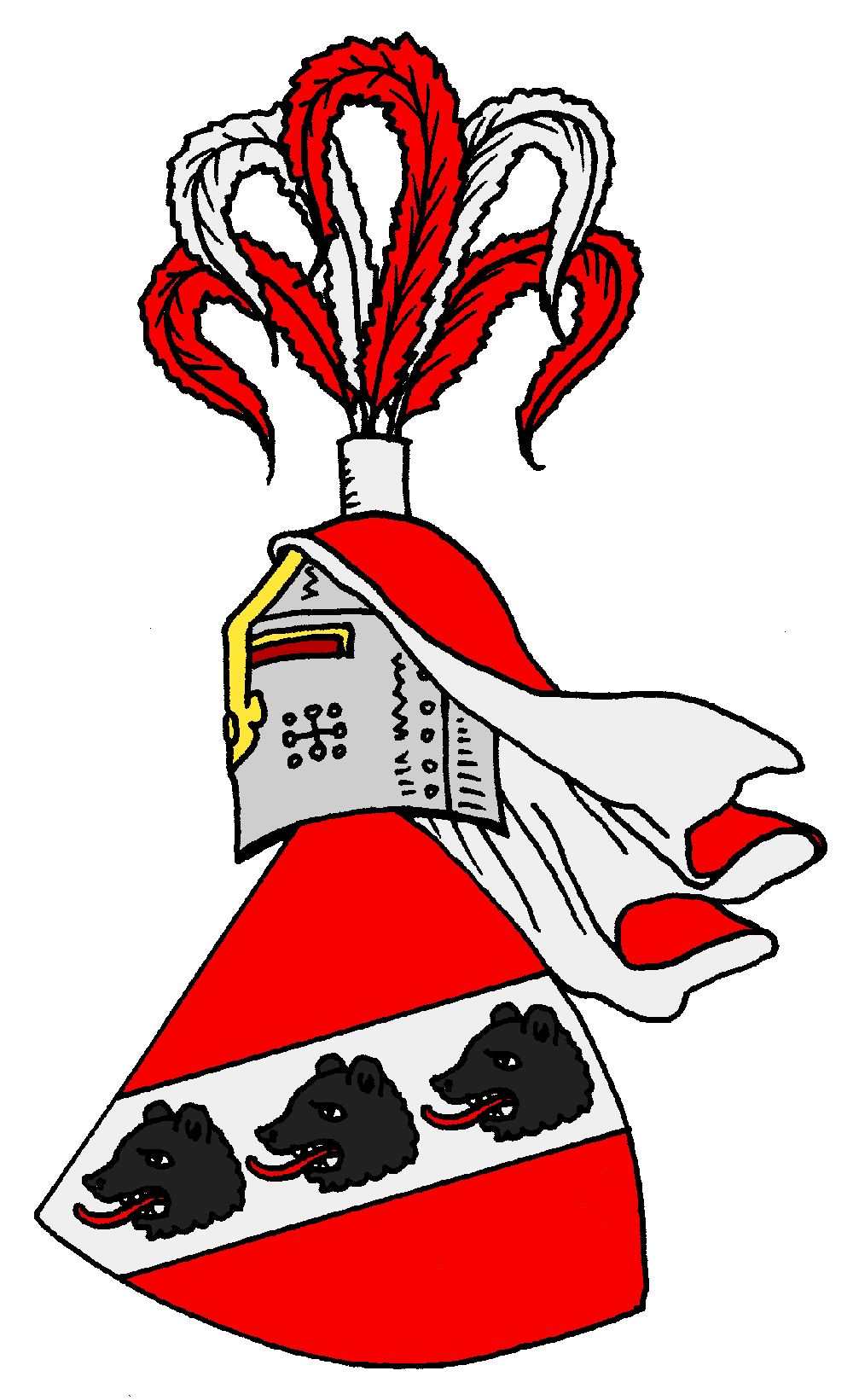
Ursprüngliches Stammwappen derer von Itzenplitz

Die Itzenplitz sind ein altes märkisch-preußisches Uradelsgeschlecht. Sie sind eines Stammes und Wappens mit den uradeligen von Brunn. Der Name zeigte im Laufe der Geschichte vielfältige Formen, unter anderem Niczenplicz, Nitczenplitz, Nytzenplytz, Nytzeplitz und Itzemplitz.

## Geschichte
Das Geschlecht erscheint 1237 erstmals urkundlich mit Daniel von Brunn. Hennig, Tyle, Heynecke und Wyneckebroder genannt Nitzenplitz werden am 28. September 1365 mit dem Schulzenhof, der Brede, dem Gericht und drei Höfen in Rademin belehnt.
Um die Mitte des 14. Jahrhunderts erscheint die Familie bereits in zwei getrennten Stämmen. Der Stamm Grieben erhält am 6. Juli 1798 den Preußischen Grafenstand. Der Stamm Jerchel erhielt den Preußischen Grafenstand am 23. März 1815.

## Wappen

Neueres Stammwappen derer von Itzenplitz

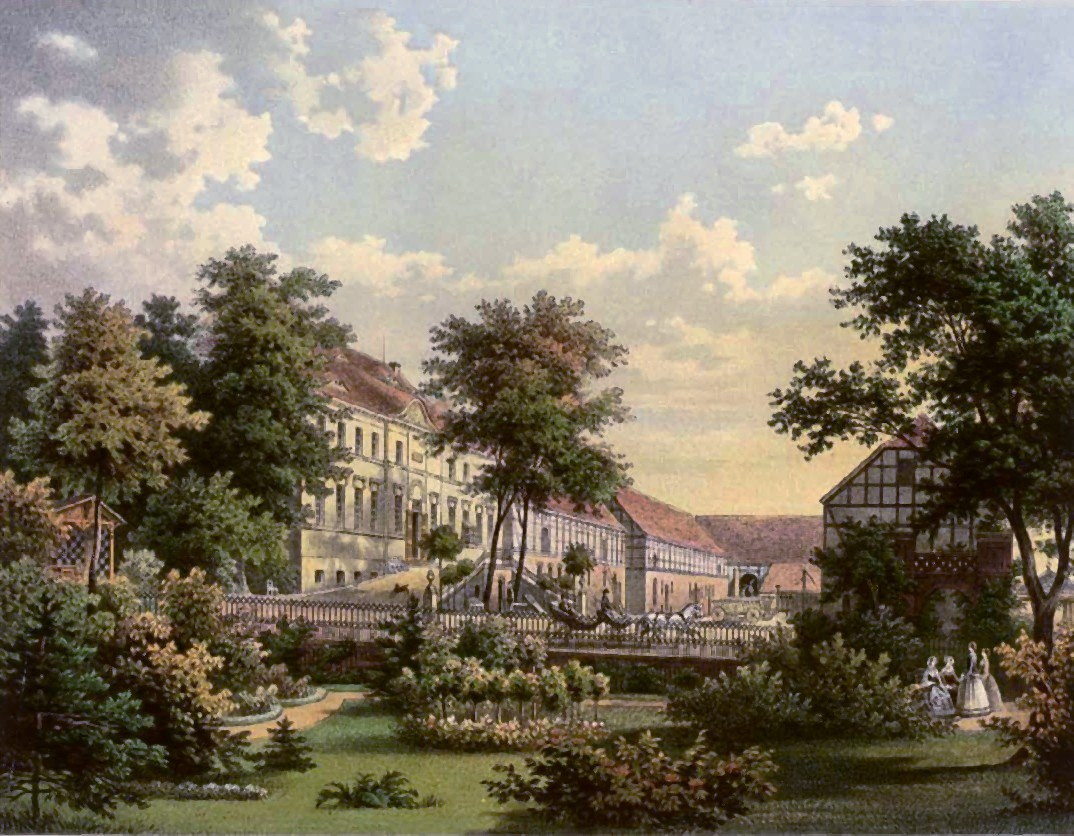
Schloss Grieben um 1863/64, Sammlung Alexander Duncker

- Das ursprüngliche Stammwappen zeigt in Rot einen mit drei schwarzen Bärenköpfen belegten silbernen Schrägrechtsbalken. Auf dem Helm mit rot-silbernen Decken ein Busch von abwechselnd roten und silbernen Hahnenfedern.[2] Otto Titan von Hefner schreibt im Siebmachers Wappenbuch von 1857 dazu: „Durch Unkenntnis der heraldischen Grundsätze oder auch bloß durch ein Missverständnis der Farben wurde später (schon bei Siebmacher III. 140) der silberne Schrägbalken blau gemalt und es geschieht irrigerweise auch jetzt so.“
- Das spätere Stammwappen der Itzenplitz zeigt in Rot einen blauen Schrägrechtsbalken, der mit drei gold-behalsbandeten und -beringten schwarzen Bärenköpfen belegt ist. Auf dem Helm mit blau-roten Decken ein wachsender schwarzer Bär, der in der rechten Pranke drei natürliche Pfauenfedern hält.
- Der gräfliche Stamm Grieben hat das gleiche Wappen mit einem goldenen Schildrand.
- Der gräfliche Stamm Jerchel hat ein gespaltenes Wappen, rechts ist das gold-geränderte Stammwappen, links in Rot ein silbernes Pfahlkreuz zwischen einem offenen, gebogenen silbernen Kesselring. Oben zwei Helme: rechts der des Stammwappens, links mit rot-silbernen Decken ein im Knie gebogenes geschientes Bein mit blutender Schnittfläche.

## Fontane
Von Theodor Fontane wird in seinen Wanderungen durch die Mark Brandenburg folgender Vers überliefert, der auf den schlechten Leumund der Itzenplitze anspielt:
Vor Köckeritz und Lüderitz

Vor Krachten und vor Itzenplitz

Bewahr uns, lieber Herre Gott.

## Familienmitglieder (chronologisch)
- August Friedrich von Itzenplitz (1693–1759), preußischer Generalleutnant
  - Friedrich Wilhelm Gottfried von Itzenplitz (1740–1772) verheiratet mit Auguste Luise von Eickstedt
    - Peter Alexander von Itzenplitz (1768–1834), brandenburgischer Adliger und Gutsherr
      - Heinrich Friedrich von Itzenplitz (1799–1883), preußischer Staatsminister, auf Kunersdorf
- Joachim Christian Friedrich von Itzenplitz (1706–1765), preußischer Generalmajor
- Peter Friedrich Ludwig von Itzenplitz (1769–1834), preußischer Landrat
- Henriette Charlotte von Itzenplitz (1772–1848), brandenburgische Adlige und Gutsherrin
- Heinrich Friedrich von Itzenplitz (1799–1883), preußischer Staatsmann
- Adolf Itzenplitz (1821–1883), deutscher Bildhauer
- Ferdinand von Itzenplitz (1835–1917), deutscher Verwaltungsbeamter
- Charlotte Clementine von Itzenplitz (1835–1921), Gutsverwalterin in Pritzhagen, von 1867 bis 1916 Vorsitzende des Vaterländischen Frauenvereins
- Editha Frieda Ursula von Itzenplitz (1842–1895), verheiratet mit Paul von Zitzewitz, Rittergutsbesitzer und Parlamentarier
- Hugo von Itzenplitz (1846–1905), preußischer Generalmajor
- Frida von Itzenplitz (1869–1921), deutsche Malerin
- Eberhard Itzenplitz (1926–2012), deutscher Regisseur

## Namensgeber
Wegen des durch die Silbenwiederholung besonderen Klanges des Familiennamens wurde dieser namensgebend für das zu Beginn des 20. Jahrhunderts beliebte Gesellschaftsspiel „Ich bin der Herr von Itzenplitz“.

## Siehe auch

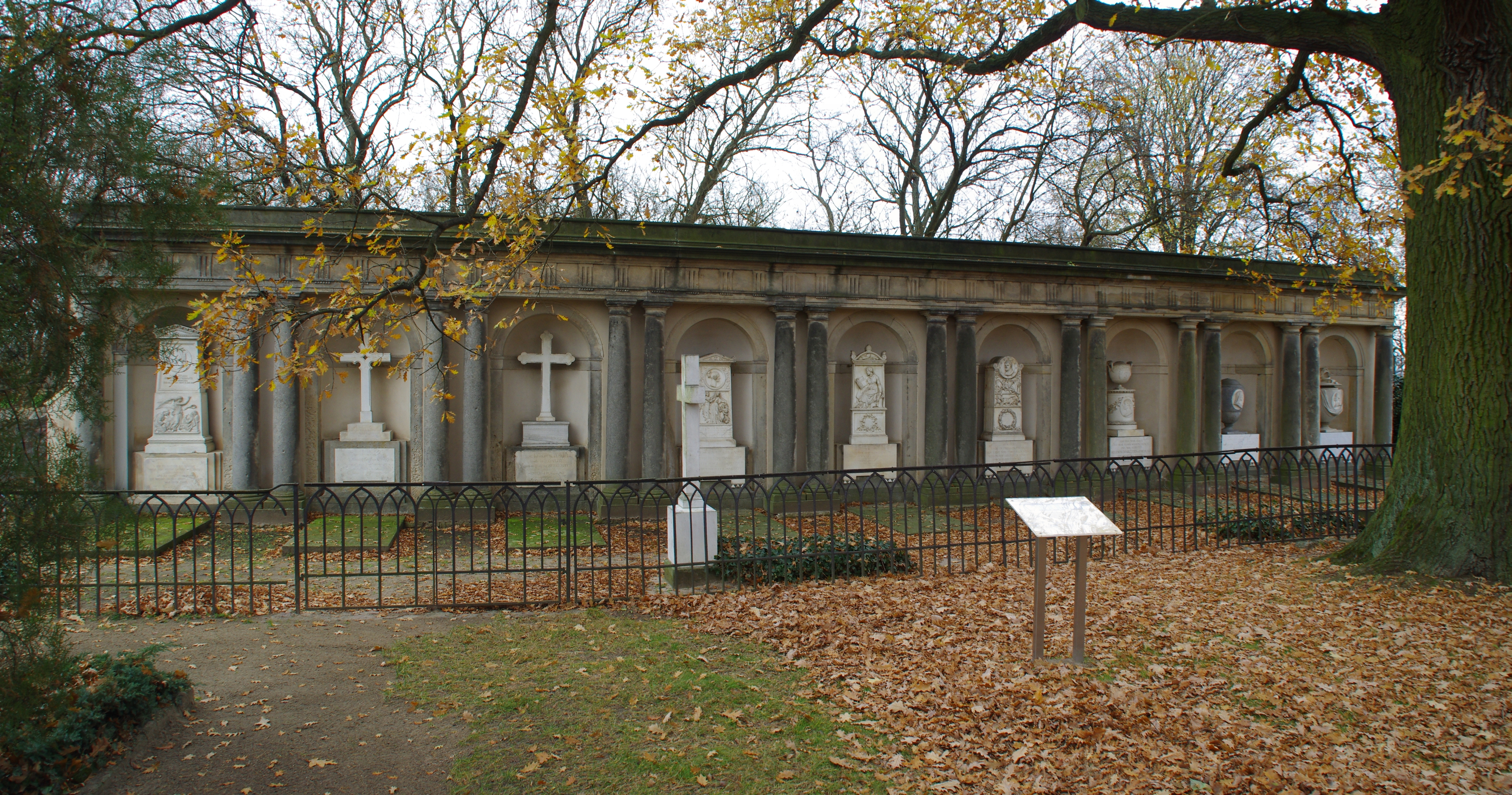
Erbbegräbnis v. Lestwitz- v. Itzenplitz in Kunersdorf